# Browallia mirabilis
Browallia mirabilis là loài thực vật có hoa trong họ Cà. Loài này được S.Leiva mô tả khoa học đầu tiên năm 1995 publ. 1996.